# Charles-Victor Mauguin
Charles-Victor Mauguin (Provins, 19 de julho de 1878 — Villejuif, 25 de abril de 1958) foi um mineralogista francês.
Inventou, juntamente com Carl Hermann, uma notação internacional padronizada para grupos cristalográficos conhecida como notação de Hermann–Mauguin, utilizada em cristalografia. É considerado o fundador da escola francesa de difração de raios X.
É um dos fundadores da União Internacional de Cristalografia.